# Хамбо-лама
Хамбо́-лама́ (тиб. མཁན་པོ་བླ་མ, Вайли mkhan po bla ma «старший монах, учитель»; монг. хамба лам; бур. хамба лама) — первоначально учёное звание в школе гелуг тибетского буддизма, позднее — настоятель монастыря. В настоящее время также — титул главы некоторых региональных буддийских организаций.

## История
Титул главы «Буддийской традиционной сангхи России» — Пандито Хамбо-лама (от санскр. «пандит» — учёный). Учреждён в Бурятии в 1764 году (бур. Бандида Хамба-лама). Наиболее известен из них XII Пандито Хамбо-лама Итигэлов, тело которого обладает феноменом нетленности. В 1919 году титул «Пандито-хамбо-лама» был на короткое время присвоен главе тувинских буддистов А. В. Колчаком.
В 1944 году, когда после репрессий в МНР был вновь открыт монастырь Гандантэгченлин, его настоятель, носящий титул Хамбо, стал фактически главой всех буддистов Монголии. Статус хамбо-ламы Гандантэгченлина, возглавившего впоследствии Ассоциацию буддистов Монголии, сохраняется и по сей день (хотя в 2011—2012 годах должность главы Ассоциации занимал Богдо-гэгэн IX).
В России титул Хамбо также имеют главы буддистов Тывы (Камбы-лама) и Алтая.
В настоящее время титул носят:
- XXIV Пандито Хамбо-лама — Дамба Бадмаевич Аюшеев.
- IX Камбы лама — Сергек Олегович Сарыглар (Его Преосвященство Гелек Нацык-Доржу).
- Хамбо-лама Алтая — Мерген Васильевич Шагаев.
- Верховный (главный) Хамбо-лама (монг. тэргүүн хамба лам) Гандантэгченлина — Дулмарагчаагийн Жавзандорж, глава Ассоциации буддистов Монголии.

## Список Пандито Хамбо-лам
| №     | Пандито Хамбо-лама       | Годы      | В должности | Дацан                    | Резиденция        |
| ----- | ------------------------ | --------- | ----------- | ------------------------ | ----------------- |
| I     | Дамба-Даржа Заяев        | 1764—1776 | 12 лет      | Цонгольский дацан        | Цонгольский дацан |
| II    | Содномпил Хэтэрхеев      | 1777—1780 | 10 лет      | Цонгольский дацан        | — — —             |
| III   | Лубсан-Жимба Ахалдаев    | 1780—1797 | 17 лет      | Тамчинский дацан         | — — —             |
| IV    | Данзан-Дымчик Ешижамсуев | 1798—1809 | 11 лет      | Тамчинский дацан         | — — —             |
| V     | Данзан-Гаван Ешижамсуев  | 1809—1839 | 30 лет      | Тамчинский дацан         | Тамчинский дацан  |
| VI    | Чойван-Доржо Ешижамсуев  | 1839—1859 | 20 лет      | Тамчинский дацан         | — — —             |
| VII   | Галсан-Чойроп Ванчиков   | 1860—1872 | 12 лет      | Тамчинский дацан         | — — —             |
| VIII  | Чой Васильев             | 1872—1873 | 1 год       | Сартул-Гэгэтуйский дацан | — — —             |
| IX    | Шойдор Мархаев           | 1873—1876 | 3 года      | Ацагатский дацан         | — — —             |
| X     | Дампил Гомбоев           | 1876—1896 | 20 лет      | Тамчинский дацан         | — — —             |
| XI    | Чойнзон-Доржо Иролтуев   | 1896—1911 | 15 лет      | Ацагатский дацан         | — — —             |
| XII   | Даши-Доржо Итигэлов      | 1911—1917 | 6 лет       | Янгажинский дацан        | — — —             |
| XIII  | Намжил Лайдапов          | 1917—1919 | 2 года      | Иройский дацан           | — — —             |
| XIV   | Гуро Цыремпилов          | 1919—1922 | 3 года      | Ацагатский дацан         | — — —             |
| XV    | Цынгужап Баниев          | 1922—1925 | 3 года      | Тамчинский дацан         | — — —             |
| XVI   | Данжа Мункожапов         | 1925—1932 | 7 лет       | Тамчинский дацан         | — — —             |
| XVII  | Лубсан-Нима Дармаев      | 1946—1956 | 10 лет      | Сартул-Булагский дацан   | Иволгинский дацан |
| XVIII | Еши-Доржи Шарапов        | 1956—1962 | 6 лет       | Тамчинский дацан         | — — —             |
| XIX   | Жамбал-Доржи Гомбоев     | 1963—1982 | 19 лет      | Агинский дацан           | — — —             |
| XX    | Жимба-Жамсо Эрдынеев     | 1982—1989 | 7 лет       | Агинский дацан           | — — —             |
| XXI   | Мунко Цыбиков            | 1989—1992 | 3 года      | Эгитуйский дацан         | — — —             |
| XXII  | Жамьян Шагдаров          | 1992—1993 | 1 год       | Иволгинский дацан        | — — —             |
| XXIII | Чой-Доржи Будаев         | 1993—1995 | 2 года      | Иволгинский дацан        | — — —             |
| XXIV  | Дамба Аюшеев             | с 1995    | по наст.    | Цонгольский дацан        | — — —             |